# Lijst van voetbalinterlands Duitse Democratische Republiek - Wales
Deze lijst van voetbalinterlands is een overzicht van alle officiële voetbalwedstrijden tussen de nationale teams van de Duitse Democratische Republiek (DDR) en Wales. De landen speelden vier keer tegen elkaar. De eerste ontmoeting, een kwalificatiewedstrijd voor het Wereldkampioenschap voetbal 1958, werd gespeeld Leipzig op 19 mei 1957. Het laatste duel, een kwalificatiewedstrijd voor het Wereldkampioenschap voetbal 1970, vond plaats op 22 oktober 1969 in Cardiff.

## Wedstrijden
| № | Plaats  | Datum             | Competitie           | Wedstrijd                              | Uitslag |
| - | ------- | ----------------- | -------------------- | -------------------------------------- | ------- |
| 1 | Leipzig | 19 mei 1957       | WK 1958 kwalificatie | Duitse Democratische Republiek – Wales | 2 – 1   |
| 2 | Cardiff | 25 september 1957 | WK 1958 kwalificatie | Wales – Duitse Democratische Republiek | 4 – 1   |
| 3 | Dresden | 16 april 1969     | WK 1970 kwalificatie | Duitse Democratische Republiek – Wales | 2 – 1   |
| 4 | Cardiff | 22 oktober 1969   | WK 1970 kwalificatie | Wales – Duitse Democratische Republiek | 1 – 3   |

## Samenvatting
| Competitie      | Totaal gespeeld | Winst DDR | Gelijk | Winst Wales | Doelsaldo DDR – Wales |
| --------------- | --------------- | --------- | ------ | ----------- | --------------------- |
| WK-kwalificatie | 4               | 3         | 0      | 1           | 8 − 7                 |
| Totaal          | 4               | 3         | 0      | 1           | 8 − 7                 |

Wedstrijden bepaald door strafschoppen worden, in lijn met de FIFA, als een gelijkspel gerekend.

## Details

### Eerste ontmoeting
| WK 1958 kwalificatie (Leipzig, Duitse Democratische Republiek, 19 mei 1957): |       |                   |
| Duitse Democratische Republiek                                               | 2 – 1 | Wales             |
| Günther Wirth 21' Willy Tröger 61'                                           | goals | 6' Melvyn Charles |

### Tweede ontmoeting
| WK 1958 kwalificatie (Cardiff, Wales, 25 september 1957):           |       |                                |
| Wales                                                               | 4 – 1 | Duitse Democratische Republiek |
| Des Palmer 38' Cliff Jones 42' Des Palmer 44' Des Palmer 73' (pen.) | goals | 57' Manfred Kaiser             |